# Proces politropic
Un proces politropic este o transformare termodinamică care respectă relația:
{\displaystyle pV^{\,n}=C}
unde p este presiunea, V este volumul, n este exponentul politropic și C este o constantă. Ecuația procesului politropic poate descrie multiple procese de expansiune și comprimare care includ transferul de căldură.
Dacă se aplică legea gazelor ideale, un proces este politropic dacă și numai dacă raportul K al transferului de energie ca transfer de căldură din punct de vedere energetic, precum și lucrul mecanic din fiecare etapă infinitezimală a procesului este menținut constant:
{\displaystyle K={\frac {\delta Q}{\delta W}}={\text{constant}}}

## Cazuri particulare
Valori specifice ale lui n care corespund unor cazuri particulare:
- {\displaystyle n=0} pentru un proces izobar,
- {\displaystyle n=+\infty } pentru un proces izocor.

În plus, atunci când se aplică legea ideală privind gazele:
- {\displaystyle n=1} pentru un proces izoterm,
- {\displaystyle n=\gamma } pentru un proces izentropic. În cazul gazelor ideale și procesele adiabatice sunt izentropice.